# Hallali del cervo
Hallali del cervo è un dipinto a olio su tela realizzato nel 1867 dal pittore francese Gustave Courbet. È conservato nel Musée des Beaux-Arts et d'Archéologie nella Besançon. È di buona qualità, 355×505 cm. Della tabella rappresenta una scena di caccia, un cervo viene ucciso da un branco di cani, in un paesaggio innevato.